# Ад в клетка
 За вида кеч мач вижте мач в Адска клетка.  
Ад в клетка е кеч събитие, продуцирано от WWE, професионална кеч компания, намираща се в Кънектикът, излъчващо се на живо, по pay-per-view (PPV) и WWE Network.
Турнирът е създаден през 2009 г., замествайки Без милост в началото на октомври в календара на WWE. През 2012, WWE обявяват че Ад в клетка се мести в края на октомври, оставяйки само един турнир на месец. Обаче, през 2013 WWE добавят Бойно поле (първоначално Отвъд предела) в началото на октомври. През 2014 на Ад в клетка гостуват 15 303 души.
Концепцията на шоуто е вече създадения мач в Адска клетка, в който участниците се бият в 6-метрова клетка с покрив, обграждаща ринга и мястото около него. Всеки главен мач се води в мача в Адската клетка. Ад в клетка е избрано от феновете в анкета вместо Без бягство, Заключване и Ярост в клетка.
SОткакто е създадено, събитието се води само в закрити арени в Съединените щати. Мачове за шампионски титли се водят на всеки турнир, където второстепенните титли се защитават преди главните титли в главните мачове.

## Концепция
Концепцията на турнирът е че всеки главен мач се води в 6-метрова квадрата клетка с покрив, обграждаща ринга и мястото около него. В мача в Адската клетка, няма дисквалификации или отброявания (също няма и изход). Единствените начини да се спечели е чрез туш или предаване.
Две версии на този мач се случват, въпреки че нито един от тях не се води за мач в Адска клетка. Първия, в който Кейн печели Титлата на WWE от Ледения Стив Остин в мач до първа кръв на Крал на ринга 1998 в клетка, приличаща на Адска; в мачът клетката не е била предназначена, но тя се спуска към ринга докато мача се провежда. Във втория Биг Бос Мен предизвиква Ал Сноу за Хардкор титлата в мач в Кучкарник от Ада на Непростимо 1999. Мачът включва стандартна стоманена клетка, а Адската клетка е над нея, условието е да се измъкнеш от двете клетки, докато се опитваш да се предпазиш от кучетата, намиращи се между ринга и вратата на Адската клетка. Сноу, първия участник който успява да се измъкне от стоманената и адската клетка, е обявен за победител.

## Дати и места
██ Събитие на Първична сила
| № | Име                | Дата        | Град                     | Място                    | Главен мач                                                                               |
| - | ------------------ | ----------- | ------------------------ | ------------------------ | ---------------------------------------------------------------------------------------- |
| 1 | Ад в клетка (2009) | 4 октомври  | Нюарк, Ню Джърси         | Prudential Center        | Дегенерация Х (Шон Майкълс и Трите Хикса) срещу Наследниците (Коуди Роудс и Тед Дибиаси) |
| 2 | Ад в клетка (2010) | 3 октомври  | Далас, Тексас            | American Airlines Center | Кейн срещу Гробаря1                                                                      |
| 3 | Ад в клетка (2011) | 2 октомври  | Ню Орлиънс, Луизиана     | New Orleans Arena        | Джон Сина срещу Алберто Дел Рио срещу Си Ем Пънк2                                        |
| 4 | Ад в клетка (2012) | 28 октомври | Атланта, Джорджия        | Philips Arena            | Си Ем Пънк срещу Райбак2                                                                 |
| 5 | Ад в клетка (2013) | 27 октомври | Маями, Флорида           | American Airlines Arena  | Ренди Ортън срещу Даниъл Брайън2                                                         |
| 6 | Ад в клетка (2014) | 26 октомври | Далас, Тексас            | American Airlines Center | Сет Ролинс срещу Дийн Амброуз                                                            |
| 7 | Ад в клетка (2015) | 25 октомври | Лос Анджелис, Калифорния | Staples Center           | Гробаря срещу Брок Леснар                                                                |
| 8 | Ад в клетка (2016) | 30 октомври | Бостън, Масачузетс       | TD Garden                |                                                                                          |

Мач за:
1↑Световната титла в тежка категория;
2↑Титлата на WWE